# 野邊山車站

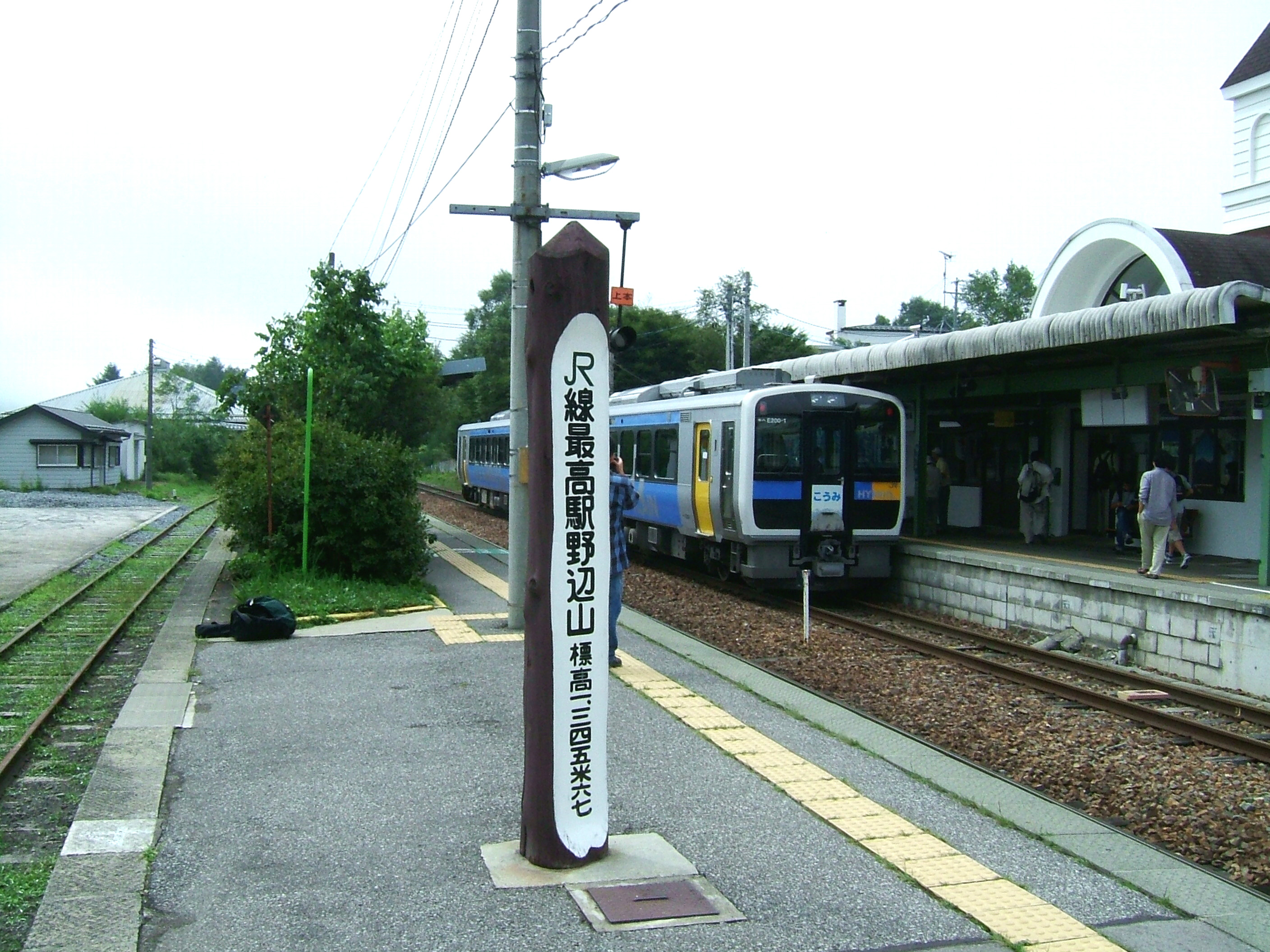
位在野邊山車站月台上的「JR線最高車站」標示牌，與後方停靠在站內、暱稱「小海號」（こうみ）的JR東日本Kiha E200型柴聯車。

野邊山車站 （日语：／ Nobeyama eki */?）是一由東日本旅客鐵道（JR東日本）所經營的鐵路車站，位於日本長野縣南佐久郡南牧村，是JR東日本小海線沿線車站之一。以高海拔路線而聞名的小海線沿線有許多高度在JR車站中名列前茅的車站，其中又以野邊山排名第一，是JR集團旗下所有車站中海拔最高的車站。在管理劃分上，野邊山車站位在JR東日本長野支社負責管轄的範圍內，站內設有綠窗口。

## 概要
位在小海線位於長野縣境內最南位置的野邊山車站，以1,345.67公尺的標高，名列JR集團所有車站之中海拔位置最高的一座，因此成為非常受鐵道迷歡迎的造訪景點之一。在日本國鐵時代，野邊山車站曾與位於東京東部、號稱是「國鐵第一深」的總武快速線馬喰町車站締結友好關係，並且在站內販售上面寫有「離天空最近的車站」（空にいちばん近い駅）字樣的紀念入場券。除了是JR集團最高的車站之外，野邊山也是日本的普通鐵路車站中最高的一座，之所以強調「普通」，是因為除了標準的鐵路車站之外，日本國內還存在有海拔高度更高但是是由其他型態的路線運輸所使用的車站。
至於小海線路線最高點，則是位於野邊山與臨站清里之間，海拔高度1375公尺。在1986年7月26日至9月1日短短兩個月不到的時期間，日本國鐵曾在此處設置一個名叫「攝影台車站」（フォトデッキ駅）的假乘降場（仮乗降場）等級車站。為了鐵道攝影企畫活動而設置的該站原本是預定作為可以上下車的臨時車站使用，但因為野邊山車站周遭的觀光業與商店經營者擔心此站的設置會帶走部分的觀光人潮而反對，最後在僅有兩列臨時列車各停靠10分鐘之後就撤除，成為曇花一現的國鐵最高海拔車站。
以下是與高度有關的日本第一車站：
- 千疊敷車站：駒岳纜車（駒ヶ岳ロープウェイ）所屬的空中纜車車站，標高海拔2,611.5公尺，是除了公車站牌之外日本高度最高的大眾運輸車站。
- 室堂車站：立山黑部貫光立山隧道無軌電車（立山黒部貫光立山トンネルトロリーバス）所屬的無軌電車（Trolley bus）車站。標高海拔2,450公尺，是日本最高的軌道交通車站（在日本，縱使是沒有實體軌道的無軌電車，仍然是由軌道法所管轄）。
- 吉岡海底車站：北海道旅客鐵道海峽線所屬的鐵路車站，是青函隧道北端為了路線維護與緊急避難而設的工作車站。標高海拔負149.5公尺，是日本最低的地下車站。於2014年3月14日隨知內、龍飛海底一併廢站[5][6]，廢站後改稱為「吉岡定點」。
- 彌富車站、近鐵彌富車站：東海旅客鐵道關西本線、名古屋鐵道尾西線、近畿日本鐵道名古屋線上的鐵路車站。標高海拔負0.93公尺，是日本最低的地面車站。
- 攝影台車站：標高1375公尺，是曾經存在過的日本國鐵/JR最高車站
- 塔山車站：位於台灣阿里山森林鐵路，標高2346公尺，是戰前日本帝國標高最高的鐵路車站。當時設有「我國鐵道最高地點・海拔二三四六米」碑[7]

## 車站結構
野邊山車站內設有側式與島式月台各一座，共三條乘車線，也有配置無月台的停車線。月台之間是以站內人行平交道互相連結。1983年時改建的鋼筋混凝土造站房內，設有綠窗口與觀光介紹所等設施。

### 月台配置
| 月台 | 路線    | 方向 | 目的地           |
| ---- | ------- | ---- | ---------------- |
| 1    | ■小海線 | 下行 | 小海、小諸方向   |
| 2    | ■小海線 | 上行 | 清里、小淵澤方向 |
| 3    | ■小海線 | -    | （待避線）       |

（來源：JR東日本:車站構內圖 （页面存档备份，存于））

## 使用情況
根據JR東日本，2019年（令和元年）度1日平均上車人次為145人。
近年的推移如下表。
| 上車人次推移       | 上車人次推移     | 上車人次推移    |
| 年度               | 1日平均 上車人次 | 來源            |
| ------------------ | ---------------- | --------------- |
| 2000年（平成12年） | 242              | [ 利用客数 2 ]  |
| 2001年（平成13年） | 237              | [ 利用客数 3 ]  |
| 2002年（平成14年） | 236              | [ 利用客数 4 ]  |
| 2003年（平成15年） | 254              | [ 利用客数 5 ]  |
| 2004年（平成16年） | 224              | [ 利用客数 6 ]  |
| 2005年（平成17年） | 213              | [ 利用客数 7 ]  |
| 2006年（平成18年） | 210              | [ 利用客数 8 ]  |
| 2007年（平成19年） | 233              | [ 利用客数 9 ]  |
| 2008年（平成20年） | 244              | [ 利用客数 10 ] |
| 2009年（平成21年） | 204              | [ 利用客数 11 ] |
| 2010年（平成22年） | 197              | [ 利用客数 12 ] |
| 2011年（平成23年） | 192              | [ 利用客数 13 ] |
| 2012年（平成24年） | 189              | [ 利用客数 14 ] |
| 2013年（平成25年） | 185              | [ 利用客数 15 ] |
| 2014年（平成26年） | 180              | [ 利用客数 16 ] |
| 2015年（平成27年） | 165              | [ 利用客数 17 ] |
| 2016年（平成28年） | 177              | [ 利用客数 18 ] |
| 2017年（平成29年） | 166              | [ 利用客数 19 ] |
| 2018年（平成30年） | 153              | [ 利用客数 20 ] |
| 2019年（令和元年） | 145              | [ 利用客数 1 ]  |

## 車站周邊
坐落於山凹間的野邊山車站鄰近地區大都為農田或牧場，車站周遭有一些如郵局或加油站之類的公共設施與商店，除此之外就是以民宿、出租度假屋與鄉村俱樂部（網球場、高爾夫球場）為主的觀光設施。當地主要對外交通路線國道141號（佐久甲州街道）穿過距離車站前方約300公尺處，二者之間以地方性道路相連。
在車站南方1公里左右處，可以見到隸屬於日本國立天文台的野邊山宇宙電波觀測所，其巨大的拋物線天線陣列連途經的小海線列車上都可以看到，並會在列車廣播中進行介紹。
位在車站西方，國道141號旁、非常接近JR軌道最高點的位置處可以見到野邊山SL樂園（野辺山SLランド），是個佔地約0.1公頃、鋪設有輕便軌道可供鐵路機車進行動態保存的小型遊樂園。該園內所使用的蒸汽機車（SL）與柴油機車（DL）是來自木曾森林鐵道與台灣的糖鐵等業務用輕便軌道之退役車輛，但此園已於2018年8月31日最後一天營業之後閉園停業。

## 相鄰車站
東日本旅客鐵道
■小海線
清里－野邊山－信濃川上

### 使用情況
1. 1 2  各駅の乗車人員（2019年度） （页面存档备份，存于） - JR東日本
2. ↑  各駅の乗車人員（2000年度） （页面存档备份，存于） - JR東日本
3. ↑  各駅の乗車人員（2001年度） （页面存档备份，存于） - JR東日本
4. ↑  各駅の乗車人員（2002年度） （页面存档备份，存于） - JR東日本
5. ↑  各駅の乗車人員（2003年度） （页面存档备份，存于） - JR東日本
6. ↑  各駅の乗車人員（2004年度） （页面存档备份，存于） - JR東日本
7. ↑  各駅の乗車人員（2005年度） （页面存档备份，存于） - JR東日本
8. ↑  各駅の乗車人員（2006年度） （页面存档备份，存于） - JR東日本
9. ↑  各駅の乗車人員（2007年度） （页面存档备份，存于） - JR東日本
10. ↑  各駅の乗車人員（2008年度） （页面存档备份，存于） - JR東日本
11. ↑  各駅の乗車人員（2009年度） （页面存档备份，存于） - JR東日本
12. ↑  各駅の乗車人員（2010年度） （页面存档备份，存于） - JR東日本
13. ↑  各駅の乗車人員（2011年度） （页面存档备份，存于） - JR東日本
14. ↑  各駅の乗車人員（2012年度） （页面存档备份，存于） - JR東日本
15. ↑  各駅の乗車人員（2013年度） （页面存档备份，存于） - JR東日本
16. ↑  各駅の乗車人員（2014年度） （页面存档备份，存于） - JR東日本
17. ↑  各駅の乗車人員（2015年度） （页面存档备份，存于） - JR東日本
18. ↑  各駅の乗車人員（2016年度） （页面存档备份，存于） - JR東日本
19. ↑  各駅の乗車人員（2017年度） （页面存档备份，存于） - JR東日本
20. ↑  各駅の乗車人員（2018年度） （页面存档备份，存于） - JR東日本

## 外部連結
- 車站資訊（野邊山）：東日本旅客鐵道

35°57′19.26″N 138°28′27.97″E / 35.9553500°N 138.4744361°E